# NGC 5205
NGC 5205 (również PGC 47425 lub UGC 8501) – galaktyka spiralna z poprzeczką (SBbc), znajdująca się w gwiazdozbiorze Wielkiej Niedźwiedzicy. Odkrył ją Lewis A. Swift 18 maja 1887 roku. Jest to galaktyka z aktywnym jądrem typu LINER.